# Sirius the Jaeger
Sirius the Jaeger (天狼 Sirius the Jaeger?) es una serie de anime original producida por P.A.Works. La serie está dirigida por Masahiro Andō y se estrenó del 12 de julio al 27 de septiembre de 2018.

## Sinopsis
En 1930, un grupo de vampiros abandona China y huye a Japón. Son seguidos por un grupo de cazadores de vampiros llamados «Jaegers» como parte de la compañía «Envíos V». Entre ellos se encuentra un joven «Sirius» llamado Yuliy, un hombre lobo cuyo pueblo natal fue destruido por los vampiros. En el pasado, un miembro de la familia real de los Sirius fue elegido por un oráculo como agente de Dios y se le permitió poseer una misteriosa reliquia sagrada conocida como «El arca de Sirius» que, como regalo de Dios, podía ejercer poder sobre todas las cosas. Debido a su potencial, el pueblo de Sirius fue atacado por grupos que buscaban su poder, por lo que fue sellada en un lugar secreto, para no volver a ser utilizada. Yuliy y los Jaegers se enzarzan en una batalla mortal con los vampiros por la posesión de la reliquia.

## Personajes

### Jaeger
Yuliy (ユーリィ Yūryi?)
El personaje principal, un joven de 17 años de edad. Es mitad hombre lobo [cita requerida], con una capacidad física excepcional. Ha jurado vengarse de los vampiros que destruyeron su tierra natal y se convirtió en Jaeger desde entonces. Como está acostumbrado a la soledad, su aura lo hace inaccesible. Sin embargo, también muestra su lado más humano en raras ocasiones. Su arma es una vara de tres secciones. Lucha utilizando una técnica de combate para adaptarse a esta arma que cambia de forma múltiple. Es interpretado por Yūto Uemura.
Willard (ウィラード U~irādo?)
Es un arqueólogo retirado de 41 años de edad. Es un Jaeger, pero también es conocido por su papel de asesor a tiempo parcial en el departamento de preservación histórica de Envíps V. Es el líder del equipo de Yuliy y lleva a cabo los pedidos de la empresa en muchos países. Es intepretado por Kenyū Horiuchi.
Dorothea (ドロテア Dorotea?)
Es la mano derecha de Willard. Mantiene su cabeza fría y puede adaptarse a cualquier situación. Sus armas principales son armas de fuego, incluidas pistolas. De 27 años de edad se especializa en pólvora y usa diferentes tipos de armas adecuadas para cada circunstancia. Es interpretada por Nanako Mori.
Philip (フィリップ Firippu?)
Es un joven de 14 años de edad británico. Es el más joven en el equipo de Willard, pero sus habilidades como Jaeger son excepcionales. Suele bromear, pero también es cínico a veces especialmente hacia Yuliy, que se mantiene solo. Los Jaeger tienden a llevar sus armas en estuches de instrumentos musicales, pero Philip también lleva consigo el violín y le gusta tocarlo de vez en cuando. Es interpretado por Yūsuke Kobayashi.
Fallon (ファロン Faron?)
Es un chico musculoso irlandés-americano de 26 años, que es duro tanto física como mentalmente. Es relajado y trata a Yuliy con una actitud de hermano mayor. Sin embargo, él también es demasiado hablador para ser un Jaeger. Su estilo de lucha es el combate cuerpo a cuerpo y también es un experto en la creación de trampas para vampiros. Es interpretado por Shunsuke Takeuchi.

### Vampiros
Mikhail (ミハイル Mihairu?)
Es el hermano mayor de Yuliy. Nació en un pueblo rural conocido como Dogville y vivió en paz con Yuliy y su madre. Sus vidas tranquilas fueron interrumpidas tras el ataque de los vampiros a su pueblo en busca del Arca de Sirius. Logró escapar de la aldea con Yuliy, pero resultó gravemente herido al intentar salvar a su hermano de los vampiros. Tras la pelea, se convierte en vampiro con la intención de proteger a Yuliy desde las sombras. Es interpretado por Takahiro Sakurai.
Yevgraf (エフグラフ Efugurafu?)
Es un joven príncipe vampiro de la realeza. Para salvar a su clan moribundo, lideró a Kershner y otros en la guerra contra los humanos. Está en busca del Arca de Sirius para sus propios propósitos. Es interpretado por Kenjirō Tsuda.

## Producción
El anime se estrenó en julio de 2018. La serie está dirigida por Masahiro Ando y escrita por Keigo Koyanagi, con animación del estudio P.A.Works. Los diseños de los personajes originales son proporcionados por Kinu Nishimura, y Mai Matsuura y Souichirou Sako están adaptando los diseños para la animación, además de ser los principales directores de animación de la serie. La música para la serie está compuesta por Masaru Yokoyama. Infinite está produciendo el anime.
Shiho Takeuchi está a cargo del diseño conceptual de la serie. Masahiro Sato es el director de animación de acción, Junichi Higashi y Ayumi Satō son los directores de arte, y Kazuto Izumida es el director de fotografía. La serie está editada por Ayumu Takahashi. Mika Sugawara está a cargo de la configuración del color, y Tariki Kiritani es el director de animación en serie de la serie. Jin Aketagawa es el director de sonido de la serie.
La canción principal de apertura "Sirius" será interpretada por Kishida Kyoudan y The Akeboshi Rockets.
Teniendo lugar, el día 28 de septiembre del 2018 el último capítulo, siendo este el 12 "The ark of sirius".